# Rytm serca
Rytm serca – polski film psychologiczno-obyczajowy z 1977 roku w reżyserii i według scenariusza Zbigniewa Kamińskiego.

## Obsada
- Andrzej Szalawski – Kamil
- Antonina Gordon-Górecka – Izabella, żona Kamila
- Elżbieta Barszczewska – Małgorzata, przyjaciółka Kamila
- Włodzimierz Press – Andrzej, syn Kamila
- Anna Nehrebecka – Magda, żona Andrzeja
- Monika Dzienisiewicz-Olbrychska – Ania, córka Kamila
- Waldemar Kownacki – Krzysztof, chłopak Ani
- Halina Michalska – recepcjonistka w gabinecie Kamila
- Beata Niedzielska – Kasia, wnuczka Kamila
- Michał Tarkowski – pacjent

Źródło: Filmpolski.pl.

## Opis fabuły
Film przedstawia historię rodziny i stosunki w niej panujące. Centralną postacią jest Kamil – mąż, ojciec i dziadek, pracujący jako lekarz. Od 40 lat obok życia rodzinnego i małżeńskiego utrzymuje drugi związek z inną kobietą, wieloletnią przyjaciółką, którą poznał we wrześniu 1939 roku. Mężczyzna nie potrafi uregulować swojego położenia, co przysparza mu niepokoju i stresu. O jego znajomości wiedzą i tolerują ją pozostali członkowie rodziny – żona i dzieci, co jednak wywołuje sytuację napięcia w domu. Jest tak również w wigilijny wieczór, gdy cała rodzina zasiada przy stole i mimo starań nie jest to dla nich w pełni szczęśliwy czas. Następnie Kamil tradycyjnie udaje się do swojej przyjaciółki.

## Inne informacje
- Za plenery przy realizacji filmu posłużyła Łódź.
- Rytm serca to jedyny film fabularny po II wojnie światowej, w jakim wystąpiła aktorka Elżbieta Barszczewska[2].
- Film Obok z 1979 roku, także z główną rolą Andrzeja Szalawskiego, ma podobne zakończenie fabuły.

## Nagrody
- 1979: Festiwal Radiowo-Telewizyjny „Prix Futura” w Berlinie – wyróżnienie[1]